# 14-та окрема бригада спеціального призначення (РФ)
14-та окрема бригада спеціального призначення (14 ОБрСпП, в/ч 74854) — військове формування Російської Федерації, підпорядковане Головному розвідувальному управлінню Генерального Штабу Російської Федерації.
Бригада базується у місті Хабаровськ (до 2012 року у місті Уссурійськ).
Військовослужбовці бригади брали участь в російській агресії проти України.

## Історія
Бригада брала участь як у Першій з січня по квітень 1995 та і Другій російсько-чеченській війні, де брали участь у  битві за Комсомольське. Загалом у другу кампанію 14-та окрема бригада спеціального призначення втратила вбитими 18 бійців. За іншими даними втрати вбитими склали 22 особи.
З відкритих джерел відомо про втрати двох військовослужбовців бригади під час військової операції у Сирії.

### Збройна агресія Росії проти України
Під час російської інтервенції до Криму у лютому—березні 2014 року, військовослужбовець бригади підполковник Анатолій Чепіга командував зведеним загоном спецпризначення, згідно свідчень неназваного колишнього товариша по службі, випускника ДВОКУ, у розслідуванні Ірека Муртазіна з російського видання «Новая газета». Товариш стверджує, що саме за цю операцію Чепіга отримав звання Героя Російської Федерації у грудні 2014 року.
У жовтні 2014 року підрозділи 14-ї бригади були ідентифіковані неподалік кордону з Україною.
У 2022 бригада бере участь у російському вторгненні в Україну.
На початку лютого 2023 року стало відомо про загибель командира бригади, гвардії полковника Сергія Полякова. Імовірно, Поляков загинув у ніч на 3 лютого поблизу Донецька під час артилерійського обстрілу. Разом з ним загинув ще один військовослужбовець 14 ОБрСпП Іван Мариков.

## Втрати
В ході російського вторгнення в Україну на 10 січня 2025 року вдалося встановити імена щонайменш 37 загиблих російських військових.
Із відкритих джерел відомо про деякі втрати бригади:

## Відзначені
Найвищими державними нагородами відзначені:
- Чепіга Анатолій Володимирович — Герой Російської Федерації, грудень 2014[10][11][12].
- Міягашев Аймир Євгенович — Герой Російської Федерації, (25 серпня 2022, посмертно)